# Rathbunella
Rathbunella is een geslacht van straalvinnige vissen uit de familie van bathymasteriden (Bathymasteridae).

## Soorten
- Rathbunella alleni Gilbert, 1904
- Rathbunella hypoplecta(Gilbert, 1890)